# Kurki, Kolar
Kurki là một làng thuộc tehsil Kolar, huyện Kolar, bang Karnataka, Ấn Độ.